# Phaedyma eblis
Phaedyma eblis är en fjärilsart som beskrevs av Butler 1882. Phaedyma eblis ingår i släktet Phaedyma och familjen praktfjärilar. Inga underarter finns listade i Catalogue of Life.